# Інкубатор (біологія)

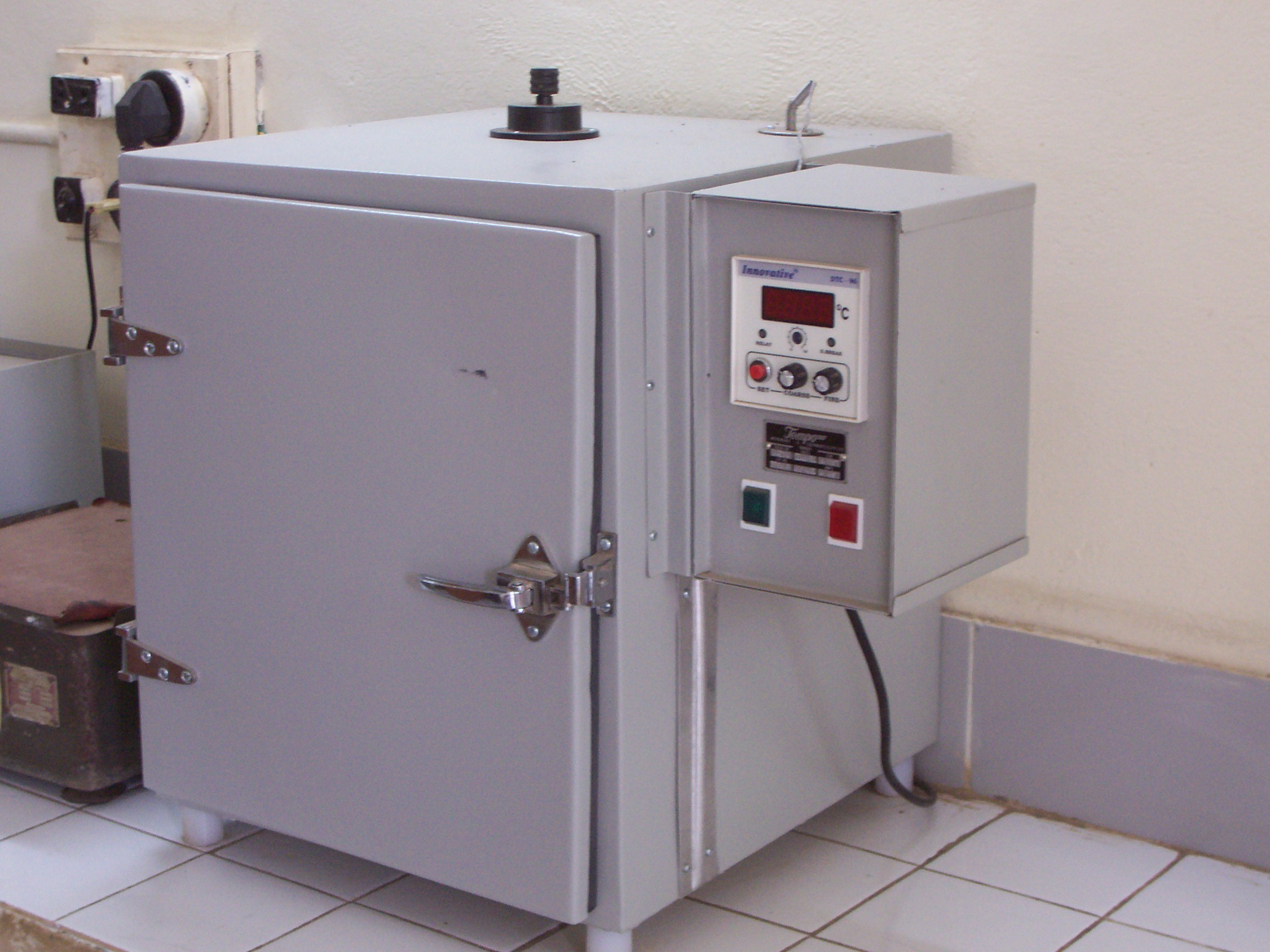
Бактеріологічний інкубатор

Інкубатор (від лат. incubo — «інкубація», «висиджування яєць») — лабораторний апарат для контролю температури, вологості та інколи інших умов, необхідних для росту культури клітин, наприклад мікробіологічної культури.
Найпростіші інкубатори є термоізольованими шафами, обладнаними нагрівачем та термостатом, що можуть підтримувати температури від кімнатної до 60-65 °C. Оскільки більшість організмів живуть в цьому діапазоні температур або мають такі температури тіла, зазвичай оптимальні температури попадають до цього діапазону. Складніші інкубатори, проте, можуть містити і холодильник для підтримки температури нижче за кімнатну. Часто елементами інкубаторів є системи для контролю вологості, газового складу (в першу чергу концентрації вуглекислого газу) та системи перемішування клітин.
Більшість інкубаторів містять таймер, складніші мають систему циклічних змін умов середовища. Їх розміри можуть складати від настільних шаф до невеликих кімнат.